# Мурино (платформа ВСЖД)
Му́рино — остановочный пункт Восточно-Сибирской железной дороги на Транссибирской магистрали в Слюдянском районе Иркутской области. Бывшая железнодорожная станция.
Относится к Улан-Удэнскому региону Восточно-Сибирской железной дороги. Находится на 5366 километре Транссиба на территории посёлка Мурино.
Построена в 1905 году в рамках строительства КБЖД, которую через Мурино проложили годом раньше. В 1918 на станции шли ожесточенные бои. 31 июля красные при поддержке двух бронепоездов отбили станцию, но белые отошли не дальше по железной дороге, а в горы и устроили засаду для флангового удара под командованием подполковника А. Н. Пепеляева. 6 августа засада была обнаружена и белые начали атаку на станцию. В это же время от станции Утулик вдоль железной дороги нанесла удар группа Р. И. Гайды, численностью до 2 тыс. человек. Красные усиленно перебрасывали на станцию подкрепления для продолжения наступления, по этому понесли большие потери: оба бронепоезда, до семи паровозов с вагонами, четыре орудия и до 700 человек убитыми и до 2500 пленными. Пепеляев потерял 70 человек убитыми и четырех потеряли чехословацкие легионеры. Клавинг считает, что на Мурино наступало 3000 красных, из которых отступить смогли не более 400 человек, что определило победу белых в битве за Байкал.
В 2006 году демонтирована. Используется как остановочный пункт.

## Пригородное сообщение по станции
| № поезда  | Маршрут движения                | № поезда  | Маршрут движения                |
| --------- | ------------------------------- | --------- | ------------------------------- |
| 6337/6335 | Выдрино — Иркутск-Сортировочный | 6334/6336 | Иркутск-Сортировочный — Выдрино |
| 6601      | Выдрино — Слюдянка I            | 6602      | Слюдянка I — Выдрино            |
| 6605      | Выдрино — Слюдянка I            | 6606      | Слюдянка I — Выдрино            |